# 華容路
華容路是中華人民共和國上海市徐匯區一條東西走向道路，東至龍華路，道路最初西至天鑰橋路，後縮短至復旦大學附屬徐匯實驗學校，全長270米，寬16.7米。道路前身是一條名為朱家浜的河流。1981年，當局填埋河流並修建道路。路名來自於湖南省岳陽市華容縣。